# Holland (Minnesota)
Holland es una ciudad ubicada en el condado de Pipestone en el estado estadounidense de Minnesota. En el Censo de 2010 tenía una población de 187 habitantes y una densidad poblacional de 77,47 personas por km².

## Geografía
Holland se encuentra ubicada en las coordenadas 44°5′25″N 96°11′56″O / 44.09028, -96.19889. Según la Oficina del Censo de los Estados Unidos, Holland tiene una superficie total de 2.41 km², de la cual 2.41 km² corresponden a tierra firme y (0.11%) 0 km² es agua.

## Demografía
Según el censo de 2010, había 187 personas residiendo en Holland. La densidad de población era de 77,47 hab./km². De los 187 habitantes, Holland estaba compuesto por el 95.19% blancos, el 0% eran afroamericanos, el 0% eran amerindios, el 0.53% eran asiáticos, el 0% eran isleños del Pacífico, el 1.07% eran de otras razas y el 3.21% pertenecían a dos o más razas. Del total de la población el 5.88% eran hispanos o latinos de cualquier raza.